# Abdullah Pasha al-Azm
Abdullah Pasha al-Azm , död 1809, var en egyptisk regent. Han var Osmanska rikets guvernör i Egypten 1798-1799. 